# Phiale quadrimaculata
Phiale quadrimaculata är en spindelart som först beskrevs av Charles Athanase Walckenaer 1837. 
Phiale quadrimaculata ingår i släktet Phiale och familjen hoppspindlar. Inga underarter finns listade i Catalogue of Life.